# سیاست در ایران
نظام سیاسی کنونی ایران، بر قانون اساسی جمهوری اسلامی ایران استوار است که در سال ۱۳۵۸ تصویب شد. ایران کنونی، در واقع یک جمهوری اسلامی با بخش قانون‌گذار است. دستگاه‌های اجرایی، مجلس شورای اسلامی و قوه قضائیه، در پایان، زیر نظر روحانیت کار می‌کنند.
سیاست در ایران مبتنی بر نظریهٔ ولایت فقیه و رهبر همه‌کاره کشور است است که طبق آن قانون اساسی، رئیس‌جمهور، مجلس (پارلمان) و سیستم قضایی اختیارات مختص دولت ملی را دارند. سیاست‌های ایران در چارچوبی صورت می‌گیرد که به‌طور رسمی عناصر حکومت سالاری و دموکراسی ریاستی را در هم آمیخته است. قانون اساسی دسامبر ۱۳۵۸ و اصلاحیه آن در سال ۱۳۶۸، نظم سیاسی، اقتصادی و اجتماعی جمهوری اسلامی ایران را تعریف می‌کند و اعلام می‌کند که اسلام شیعه دین رسمی ایران است که در حدود ۹۰–۹۵٪ از ایرانیان خود را با شاخه شیعه اسلام مرتبط می‌دانند.
ایران دارای یک رئیس‌جمهور منتخب دموکراتیک، یک پارلمان (یا مجلس)، یک مجلس خبرگان که رهبر را انتخاب می‌کند و شوراهای محلی است. مطابق قانون اساسی، کلیه نامزدهایی که برای این سمت‌ها نامزد می‌شوند باید قبل از انتخاب توسط شورای نگهبان بررسی شوند.
به‌علاوه، نمایندگانی نیز وجود دارند که از سوی سازمانهای منصوب (معمولاً تحت نظر رهبر) برای «محافظت از شخصیت اسلامی دولت» انتخاب شده‌اند.
پیش از سال ۱۹۷۹، ایران سیستم سیاسی خود را به عنوان یک پادشاهی مشروطه دموکراتیک پارلمانی با سیستم پارلمانی داشت. شاه به عنوان رئیس دولت آن کشور خدمت می‌کرد در حالی که نخست‌وزیر از قانون اساسی سال ۱۹۰۶ پست ریاست دولت را بر عهده داشت. در حالی که سیستم سیاسی ماهیتی سکولار دارد، اما در سال‌های بعد دولت شاهنشاهی اقتدارگرا توصیف شد.

## به شکل تاریخی
دودمان پهلوی بعد از کودتای سوم اسفند ۱۲۹۹ از ۱۳۰۴ خورشیدی و بعد از کودتای ۲۸ مرداد تا ۱۳۵۷ بر ایران حکومت کردند.
در ۶ بهمن ۱۳۴۱ در ایران رفراندومی صورت گرفت برای تصویب اصلاحاتی تحت عنوان انقلاب شاه و مردم. دولت ایران اعلام کرد که ملت ایران به اصول ششگانه انقلاب سفید، با اکثریتی قاطع رأی موافق داده‌اند.
انقلاب ۱۳۵۷ ایران، که در نزد دولت کنونی و بسیاری از منابع به انقلاب اسلامی معروف است، قیامی بود که با شرکت مردم و گروه‌های سیاسی گوناگون، نظام پادشاهی ایران را سرنگون، و پیش‌زمینهٔ روی کار آمدن نظام جمهوری اسلامی را در ایران فراهم کرد. ۲۲ بهمن سال ۱۳۵۷ روز پیروزی این انقلاب و سقوط رژیم پهلوی بود و در ۱۲ فروردین ۱۳۵۸ بیش از نود و هشت درصد مردم به جمهوری اسلامی ایران رأی دادند و مدتی بعد قانون اساسی جمهوری اسلامی ایران نیز به رأی گذاشته شد و با رأی اکثریت نزدیک به اتفاق مردم تصویب شد.
در سال ۱۳۶۸ اصلاحاتی در قانون اساسی ایجاد شد و برای مثال به موجب آن پست نخست‌وزیری حذف شد و قدرت عملی بیشتری به ریاست جمهوری و رهبری داده شد.
وقایع هجده تیر یا حمله به کوی دانشگاه تهران به مجموعه ناآرامی‌ها و درگیری‌ها بین روزهای جمعه هجدهم تا چهارشنبه بیست و سوم تیرماه ۱۳۷۸ میان دانشجویان، نیروهای انتظامی و افراد موسوم به لباس شخصی‌ها گفته می‌شود. مجموعهٔ فعالان حقوق بشر در ایران معتقد است ۷ نفر در واقعه حمله به کوی دانشگاه کشته شده‌اند که تاکنون فقط هویت عزت‌الله ابراهیم‌نژاد و فرشته علیزاده روشن شده است. شورای متحصنین در بیانیه ۲۶ تیر مرگ تامی حامی‌فر را نیز تأیید کرد و سعید زینالی نیز از هنگام دستگیری توسط مأموران ناپدید شده است؛ همچنین، چشم یک دانشجو بر اثر اصابت گلوله تخلیه، دست و پای عده‌ای شکسته و تعداد زیادی دانشجو ضرب وشتم و دستگیر شدند نام اکبر اینانلو و سید محمدفاضل هاشمی در این میان به چشم می‌خورد. از این حادثه به عنوان بزرگ‌ترین چالش جنبش دانشجویی در ایران پس از انقلاب ۱۳۵۷ نیز یاد می‌شود.
تظاهرات اعتراضی حامیان مهندس میرحسین موسوی در ایران، راهپیمایی اعتراض‌آمیزی بود که در تاریخ ۲۵ خرداد ۱۳۸۸، ۳ روز پس از اعلام نتایج انتخابات ریاست جمهوری، با حضور میلیونی ایرانیان در شهر تهران، دیگر شهرهای ایران، و برخی شهرهای دیگر کشورها صورت گرفت. این تظاهرات یکی از بزرگ‌ترین تظاهرات‌های غیر حکومتی تاریخ ایران بود و در تاریخ ۳۰ ساله پس از انقلاب بی‌سابقه بوده است.
این تظاهرات در تهران به دعوت میرحسین موسوی و بدون مجوز وزارت کشور جمهوری اسلامی ایران برگزار شد. اتهام تعدادی از بازداشت‌شدگان حوادث بعد از انتخابات نیز شرکت در این راهپیمایی بود. تعداد شرکت‌کنندگان نزدیک به سه میلیون نفر بود و این تعداد از هر زمان دیگری در تاریخ جمهوری اسلامی، بی‌سابقه بود.
بر اساس اعلام صداوسیمای جمهوری اسلامی ایران و شورای تأمین استان تهران ۷ نفر در این تظاهرات کشته و ۲۹ نفر زخمی شدند. برخی رسانه‌ها از مرگ تعدادی از زخمی‌ها در روزهای بعد خبر داده و تعداد کشتگان را بیش از ۱۲ نفر اعلام کرده‌اند. سالگرد بزرگ‌ترین راهپیمایی اعتراضی [پس از انقلاب] بی‌بی‌سی فارسی، حسین باستانی، ۱۵ ژوئن ۲۰۱۰
از برجسته‌ترین دستگیرشدگان در این روز می‌توان از حامد خسروی نوری نژاد، احسان ربیعی، علی اسماعیلی نام برد که تا ۲۴ ساعت از مکان دستگیری‌شان اطلاعی در دست نبود.
اعتراضات ۱۳۹۸ ایران مجموعهٔ اعتراضات مردمی و ضد حکومتی در سراسر ایران بود که از ماه آبان به‌دنبال انجام مجدد سهمیه‌بندی سوخت و افزایش ۲۰۰ درصدی قیمت بنزین آغاز شد. شرکت ملی پخش فراورده‌های نفتی ایران، بدون اطلاع و اعلام قبلی، در نیمه‌شب ۲۴ آبان ۱۳۹۸ اعلام کرد سهمیه‌بندی بنزین دوباره آغاز شده و قیمت هر لیتر بنزین سهمیه‌ای ۱۵۰۰ تومان، و نرخ هر لیتر بنزین آزاد از ۱۰۰۰ به ۳۰۰۰ تومان افزایش یافت. به دنبال اعلام این خبر، از شامگاه ۲۴ آبان اعتراضات در شهرهای مشهد، تهران، اهواز، کرمانشاه، سنندج، جوانرود، مریوان، ارومیه، بوکان، سیرجان و شیراز آغاز شد و به بندرعباس، اصفهان، کرمان، قزوین، شهرک اندیشه، ماهشهر، گچساران، خرمشهر، بابل، بیرجند، جیرفت، شوشتر، اندیمشک، کازرون، بهبهان، بوشهر و دهدشت گسترش یافت. در همان روز اینترنت تلفن همراه در شهرهای مشهد، اهواز، بهبهان و امیدیه مختل و ضعیف شد. از شنبه ۲۵ آبان به دستور شورای امنیت کشور قطعی سراسری اینترنت آغاز شد. مقام‌های ایرانی اعلام کردند اینترنت به‌دلایل امنیتی قطع است و زمان بازگشت آن هم مشخص نیست. اعتراضات نخست در واکنش به افزایش سه‌برابری قیمت بنزین آغاز شد ولی سپس حکومت جمهوری اسلامی و رهبران روحانی ایران را هدف گرفت. بر اساس گزارش نهادهای امنیتی ایران، ۲۹ استان و صدها شهر دستخوش ناآرامی‌های پس از افزایش قیمت بنزین بودند. تصاویر فراوانی که توسط شهروندان گرفته شده است، نشان می‌دهد که نیروهای امنیتی، سپاه پاسداران و بسیج با استفاده از سلاح‌های جنگی در نقاط مختلف کشور، به سوی معترضان به صورت مستقیم و هدفمند تیراندازی مستقیم کرده‌اند. عفو بین‌الملل در گزارشی که مبتنی بر تحقیقات چند ماهه است ذکر می‌کند که «به جز چهار مورد، همه قربانیان بر اثر اصابت گلوله‌های نیروهای امنیتی – از جمله اعضای سپاه پاسداران و بسیج و مأموران نیروی انتظامی – جان باخته‌اند؛ گلوله‌های مرگبار این نیروها اغلب به سمت سر یا بالاتنهٔ قربانیان شلیک شده، و این نشان می‌دهد که هدف آنان شلیک به قصد کشتن بوده است.»

## ساختار حکومت کنونی ایران
| رسمی                                | نام                  | تصاویر | تاریخ آغاز کار |
| ----------------------------------- | -------------------- | ------ | -------------- |
| رهبر جمهوری اسلامی ایران            | سید علی خامنه‌ای      |        | ۱۴ خرداد ۱۳۶۸  |
| رئیس‌جمهور ایران                     | مسعود پزشکیان        |        | ۷ مرداد ۱۴۰۳   |
| رئیس مجلس شورای اسلامی              | محمدباقر قالیباف     |        | ۸ خرداد ۱۳۹۹   |
| رئیس قوه قضائیه جمهوری اسلامی ایران | غلامحسین محسنی اژه‌ای |        | ۱۰ تیر ۱۴۰۰    |

حکومت فعلی ایران جمهوری اسلامی است که در سال ۱۳۵۸ شمسی به رفراندوم گذاشته و به تأیید مردم رسید.
رهبر جمهوری اسلامی ایران و رئیس‌جمهوری اسلامی ایران باید از دین اسلام و مذهب شیعه دوازده امامی باشند و ضمناً رهبری باید دارای درجه اجتهاد باشد ولی نژاد و قومیت در انتخاب آنان تأثیری ندارد.
در زیر ابتدا ارکان جمهوری اسلامی و مسئولان کنونی پست‌های آن معرفی شده‌اند. در بخش بعدی به احزاب سیاسی، چگونگی فعالیت آن‌ها و گرایش‌های مختلف درون آن‌ها اشاره شده است.
نامزدهای تمام انتخاباتی که در جمهوری اسلامی برگزار می‌شود ابتدا باید به تأیید شورای نگهبان قانون اساسی برسند. در قسمت احزاب سیاسی ایران در مورد اینکه چه احزابی اجازهٔ فعالیت علنی دارد توضیح داده شده است.
رهبر جمهوری اسلامی ایران بالاترین مقام این نظام است و کنترل کاملی بر تمام امور کشوری لشگری دارد. او توسط مجلس خبرگان رهبری و مادام‌العمر (به شرط حفظ شرایط رهبری) انتخاب می‌شود. (گرچه خود مجلس خبرگان حق عزل رهبری را نیز دارد ولی صلاحیت اعضای این مجلس توسط شورای نگهبان منصوب رهبر تأیید می‌شود). رهبر کنونی جمهوری اسلامی ایران، پس از فوت سید روح‌الله خمینی (بنیانگذار جمهوری اسلامی) سید علی خامنه‌ای است.
مجلس خبرگان رهبری از ۸۸ روحانی متخصص در دین اسلام تشکیل می‌شود و کاندیداهای آن ابتدا باید به تأیید شورای نگهبان برسند و سپس با رأی مردم انتخاب شوند. رئیس مجلس خبرگان، احمد جنتی بوده و سید ابراهیم رئیسی و سید هاشم حسینی بوشهری نایب رئیسان اول و دوم می‌باشند.
شورای نگهبان قانون اساسی از دوازده نفر تشکیل شده است. ۶ فقیه که توسط رهبر جمهوری اسلامی ایران انتخاب می‌شوند و ۶ حقوقدان که توسط رئیس قوه قضاییه (منصوب رهبری) پیشنهاد و پس از تأیید مجلس شورای اسلامی انتخاب می‌شوند. دبیر کنونی شورای نگهبان، احمد جنتی است و سایر اعضای کنونی آن عبارت‌اند از: علیرضا اعرافی، مهدی شب‌زنده‌دار جهرمی، سید احمد حسینی خراسانی، محمدرضا مدرسی یزدی، سید احمد خاتمی، عباسعلی کدخدایی، غلامرضا مولابیگی، خیرالله پروین، هادی طحان نظیف، محمدحسن صادقی مقدم و سیامک ره‌پیک.
قوه مقننه، مجلس شورای اسلامی است که نمایندگان آن برای یک دورهٔ چهارساله و با رأی مردم انتخاب می‌شوند. نامزدهای این مجلس ابتدا باید به تأیید شورای نگهبان قانون اساسی برسند. علاوه بر مناطق مختلف ادیان مسیحی ارمنی، مسیحی کلدانی و آشوری، زرتشتی و کلیمی نیز نمایندگانی در مجلس دارند. مصوبات این مجلس باید با قانون اساسی جمهوری اسلامی ایران سازگار باشند و از همین رو شورای نگهبان قانون اساسی باید مصوبات این مجلس را پیش از اجرا به تصویب برساند. رئیس کنونی مجلس شورای اسلامی محمد باقر قالیباف است و به ترتیب عبدالرضا مصری نایب رئیس اول و مجتبی ذوالنوری نایب رئیس دوم است.
در صورت اختلاف بین قوه مجلس و شورای نگهبان، مجمع تشخیص مصلحت نظام نقش حل این اختلاف را بر عهده دارد.
مجمع تشخیص مصلحت نظام، مجمعی است که وظیفه حل اختلافات بین مجلس شورای اسلامی و شورای نگهبان قانون اساسی و دولت پاره‌ای وظایف دیگر را به عهده دارد. اعضای این مجمع توسط رهبر جمهوری اسلامی ایران انتخاب می‌شوند و ریاست این مجمع بر عهده صادق لاریجانی می‌باشد. مقر مجمع در ساختمان قدیم مجلس شورای اسلامی است.
قوه مجریه در دست رئیس‌جمهور ایران است که با رأی مردم انتخاب می‌شود. نامزدهای ریاست جمهوری برای شرکت در انتخابات و پیش از آن باید به تأیید شورای نگهبان قانون اساسی برسند. قانون یکی از شروط شرکت در انتخابات را «رجل سیاسی» بودن می‌داند. بعضی معتقدند که «رجل سیاسی» لزوماً به مذکر بودن اشاره ندارد اما در تاریخ جمهوری اسلامی تا به حال هیچ زنی برای کاندیدایی ریاست جمهوری تأیید نشده است.
رئیس قوه قضاییه نیز توسط رهبر جمهوری اسلامی ایران انتخاب می‌شود. رئیس کنونی این قوه غلامحسین محسنی اژه‌ای است.

## احزاب و جریانات سیاسی
در صحنهٔ سیاست ایران، عملاً دو طیف تشکل و حزب موجود است. یکی احزابی که مجاز هستند و می‌توانند در مبارزات سیاسی اعم از پارلمانی و ریاست جمهوری شرکت کنند (به شرطی که کاندیداهای آن‌ها توسط شورای نگهبان قانون اساسی تأیید شوند) و دیگری طیفی از احزابی که مخالف نظام جمهوری اسلامی هستند.
با وجود تصریح در قانون اساسی مبنی بر آزادی احزاب سیاسی، امکان فعالیت احزاب اپوزیسیون نظام، حتی در چارچوب نظام وجود ندارد و اعضای احزاب اپوزیسیون معمولاً نمی‌توانند در انتخابات رسمی نامزد شوند. این احزاب به دو گروه داخل ایران و خارج از ایران تقسیم می‌شوند.
هرگونه همکاری با این احزاب اپوزیسیون می‌تواند پیامدهای خطرناکی حتی تا مرحلهٔ اعدام را به همراه داشته باشد. «محاربه» یا «اقدام علیه امنیت ملی» جرم‌هایی است که معمولاً به کسانی که احتمال هرگونه همکاری آنان با اپوزیسیون برود، نسبت داده می‌شود.
در ایران ارتداد به معنای تعویض دین از اسلام و الحاد به معنای عدم اعتقاد به وجود خدا، توهین به پیامبر اسلام نیز جرم جنایی شناخته می‌شود.

## احزاب رسمی و قانونی
در صحنهٔ رسمی سیاست و مبارزات پارلمانی و ریاست جمهوری، چندین نوع طیف‌بندیِ کلی از احزاب و تشکل‌ها حضور دارند. این طیف‌ها را معمولاً می‌توان با نام‌های «جناح راست»، «جناح چپ»، «اصول‌گرایان» و «اصلاح‌طلبان» تقسیم‌بندی نمود. البته تمامی این طیف‌ها به اسلام، نظام جمهوری اسلامی ایران و ولایت فقیه معتقد هستند.
در ذیل به معرفی احزاب، تشکل‌ها و شخصیت‌های هر دو جناح پرداخته شده است.

### احزاب اصول‌گرا
(شامل احزاب و تشکل‌هایی محافظه‌کار و احزاب و تشکل‌هایی اصول‌گرا است. این جناح بیشتر با اعتقاد بسیار به اسلام و آموزه‌های خمینی و وفاداری به سید علی خامنه‌ای شناخته می‌شوند)
تاریخ این جناح شامل تندروهای اسلامی بوده است و اختلاف کمی در آن وجود داشته است که در برخی از موارد در انتخاب مصادیق برای نامزدی در انتخابات‌ها جناح‌های مختلفی درون این جناح ظهور کرده‌اند.
تشکل‌های معروف این جناح در حال حاضر عبارت‌اند از جامعه روحانیت مبارز، حزب مؤتلفه اسلامی و آبادگران. تندروترین و راست‌ترین طیف این جناح را می‌توان شخصیت‌هایی چون محمد تقی مصباح یزدی دانست.
- شاگردان مصباح یزدی در حال قدرت گرفتن در ایران هستند. این افراد برای رسیدن به این مقصود علاوه بر اتحاد وهمکاری با سپاه پاسداران سعی در تضعیف قدرت هاشمی رفسنجانی و طرفدارانش دارند. بایگانی‌شده  در ۳ فوریه ۲۰۰۸ توسط Wayback Machine مهم‌ترین این جدال‌ها در انتخابات مجلس خبرگان رهبری بروز کرد  بایگانی‌شده  در ۳ فوریه ۲۰۰۸ توسط Wayback Machine به‌طوری‌که شاگردان مصباح با ارائه فهرست انتخاباتی به نام منهایون که اسامی همه افراد فهرست مشترک جامعه روحانیت مبارز تهران وجامعه مدرسین حوزه علمیه قم وجود داشت به جز چند نفر، در تهران هاشمی رفسنجانی و حسن روحانی، در مشهد واعظ طبسی و هاشمی شاهرودی، که در نهایت این انتخابات منجر به پیروزی هاشمی رفسنجانی و طرفدارانش شد.

### احزاب اصلاح‌طلب (دوم خردادی)
(تاریخ این جناح با تفاوت اندکی از جناح راست تشکیل شد. انشعاب در جامعه روحانیت مبارز و تشکیل مجمع روحانیون مبارز (که با تأیید سید روح‌الله خمینی انجام شد) را می‌توان سر آغاز این جریان دانست اما مطرح شدن اصلی این جناح وقتی آغاز شد که در انتخابات ریاست جمهوری ۱۳۷۶ برخلاف پیش‌بینی‌های رایج، سید محمد خاتمی به نمایندگی از این جناح و با رأی بیش از بیست میلیون نفر از ایرانیان به عنوان نماد «اصلاح‌طلبی» انتخاب شد. از آن پس جنبشی که عموماً آن را جنبش اصلاح‌طلبی خوانده‌اند در ایران به وجود آمد که به علت این‌که خاتمی در روز ۲ خرداد ۱۳۷۶ به ریاست جمهوری رسیده بود به «جنبش ۲ خرداد» معروف شد. از همین رو این جناح را جناح ۲ خرداد نیز می‌نامند.
این جناح طیف بسیار وسیعی را در بر می‌گرفت و البته تمام شخصیت‌های سیاسی آن مسلمان و معتقد به پیشوایی سید روح‌الله خمینی بودند اما طرفداران و حامیان آن که حتی به برخی نیروهای اپوزیسیون جمهوری اسلامی ایران، نیز می‌رسید و بسیاری این جناح را نمایندهٔ اصلاحات شدید در کلیت نظام می‌دانستند. (در آن زمان اختلاف بسیاری در مخالفان جمهوری اسلامی بر سر حمایت یا عدم حمایت از خاتمی و ۲ خرداد وجود داشت) (برای اطلاعات بیشتر به بخش اپوزیسیون غیرقانونی توجه کنید).
پس از ریاست جمهوری، این جناح مجلس شورای اسلامی و شورای شهر اکثر مناطق (به‌خصوص پایتخت ایران، تهران) را نیز در دست گرفت اما عملاً با ممانعت‌های بسیاری در «اصلاح» مواجه شد. خاتمی در انتخابات سال ۱۳۸۰ نیز مجدداً به ریاست جمهوری برگزیده شد و عملاً هشت سال دوران ریاست جمهوری او را می‌توان دوران اوج «جنبش ۲ خرداد» دانست. اما پس از پایان این هشت سال ریاست جمهوری، مجلس شورای اسلامی، و شورای شهر تهران و شهرهای بزرگ عموماً به دست جناح مقابل افتاد.
به هرحال با پایان دورهٔ هشت ساله خاتمی، رد صلاحیت اکثریت کاندیداهای اصلاح‌طلبان در مجلس شورای اسلامی و شکست سنگین نماینده‌های اصلاح‌طلبان در انتخابات شورای شهر و روستا و ریاست جمهوری، (محمد معین، مهدی کروبی و مهرعلیزاده هر سه شکست خوردند) این جناح تا حدود زیادی از صحنه سیاست دور ماند، تا در انتخابات دهم ریاست جمهوری و پیامدهای پس از آن توانست با ورود مجدد میرحسین موسوی به عرصه سیاسی و جنبش اعتراضی بزرگ موسوم به جنبش سبز ایران جای خود را دوباره باز کند.
حزب جبهه مشارکت ایران اسلامی، سازمان مجاهدین انقلاب اسلامی ایران، مجمع روحانیون مبارز، حزب اعتماد ملی و تا حدودی حزب کارگزاران سازندگی از تشکل‌های این جناح به‌شمار می‌رفتند؛ که بعد از انتخابات ۸۸ احزاب جبهه مشارکت ایران اسلامی، سازمان مجاهدین انقلاب اسلامی ایران، حزب اعتماد ملی به دستور قوه قضائیه فعالیت‌هایشان تعطیل شد؛ و در برابر شورا اصلاحات از سوی اصلاح‌طلبان به منظور هماهنگی بیشتر تأسیس شد. شخصیت‌هایی چون سیدمحمد خاتمی، رئیس‌جمهور سابق، مهدی کروبی، رئیس سابق مجلس، و محمدرضا خاتمی، نایب رئیس سابق مجلس، از شخصیت‌های این طیف هستند.

## احزاب اپوزیسیون داخل کشور
احزابی هستند که در داخل کشور برای تغییرات بنیادین یا اصلاحات از طریق انتخابات و تغییر قانون اساسی تلاش می‌کنند:
این احزاب دو نحله اصلی مذهبی و غیر مذهبی تقسیم می‌شوند. از گروه‌های مذهبی می‌توان به ائتلاف ملی - مذهبی، نهضت آزادی و از گرو ه‌های سکولار به جبهه ملی ایران اشاره کرد.

### گروه‌های اپوزیسیون داخلی مذهبی
اگرچه حکومت در بحث مذهبی دارای اشتراکاتی حداقلی با این احزاب می‌باشد ولی به‌صورت کلی این احزاب را به رسمیت نشناخته و از فعالیت علنی و رسمی این احزاب جلوگیری می‌کند. عضویت در این احزاب بنا به موارد تشکیل پرونده می‌تواند مصداق سرفصل اقدام علیه امنیت ملی بوده و جرم تلقی شود. چپ‌ترین طیف این جناح طیفی از فعالان ملی مذهبی است که گاهی از این جناح جدا شده و به اپوزیسیون پیوسته‌اند. تشکل‌هایی مانند نهضت آزادی ایران و رهبرانش مانند محمد توسلی از این طیف هستند. فعالیت «نهضت آزادی ایران» نیمه قانونی (غیررسمی) است و این حزب در خانهٔ احزاب ایران عضویت ندارد.

### نهضت آزادی
از احزاب قدیمی و جدا شده از جبهه ملی ایران این که در اساسنامه اس سه اصل مسلمان بودن، ایرانی و مصدقی بودن را در نظر گرفته است. نهضت آزادی حزبی لیبرال اسلامی محسوب شده که خواهان حضور در ساختار ج ا و فعالیت در چهارچوب ظرفیت‌های قانون اساسی است.

### احزاب اپوزیسیون سکولار
جمهوری اسلامی با این احزاب به‌صورت کلی مخالف بوده و هر گونه فعالیت و حرکتی از این گروه‌ها را به منزله براندازی و اقدام علیه امنیت ملی و براندازی به‌شمار می‌آورد.

#### جبهه ملیوملی‌گرایان
این سازمان، اکنون به عنوان یکی از منتقدان حاکمیت به‌شمار می‌رود. جبهه ملی در سال ۱۳۶۰، از سوی روح‌الله خمینی رهبر قبلی جمهوری اسلامی، مرتد خوانده شد. این مجموعه حزبی سکولار بوده و خواهان جدایی دین از حکومت هستند و در حال حاضر دکتر موسویان رهبر این گروه است.

## احزاب اپوزیسیون خارج از ایران
طیف دیگری از احزاب، احزاب اپوزیسیون و طرفدار براندازی جمهوری اسلامی (و یا گاهی طرفدار اصلاحات ساختاری خوانده می‌شوند) هستند. از نظر جمهوری اسلامی این احزاب غیرقانونی هستند و همکاری با آن‌ها می‌تواند مجازات‌هایی مانند حبس و حتی اعدام را به همراه داشته باشد. در دههٔ ۶۰ و به‌خصوص اعدام‌های تابستان ۱۳۶۷، بیش از ۸ هزار نفر از زندانیان سیاسی مخالف در ایران به اتهام همکاری با سازمان مجاهدین خلق ایران به عنوان منافق یا مرتد و ملحد بودن اعدام شدند.
احزاب اپوزیسیون بسیاری در ایران رسانهٔ مخصوص خود را برای ارتباط با مردم و هواداران دارند که طیفی از نشریات غیرقانونی تا کانال‌های رادیویی، تلویزیونی و ماهواره‌ای را در بر می‌گیرد. هرگونه فعالیتی از سوی این احزاب به‌طور مطلق غیرقانونی است و فعالان و هواداران آن‌ها بیشتر به صورت مخفی به کار خود ادامه می‌دهند. مرکزیت و رهبری این احزاب معمولاً در خارج کشور است. در میان این احزاب و جریانات، طیف‌های مختلفی از مارکسیست تا ملی‌گرا یافت می‌شوند.
در کردستان ایران بعضی از سازمانهای مسلح مخالف رژیم همانند حزب کومله یا حزب دموکرات کردستان در مقاطعی مناطقی را زیر کنترل داشته‌اند و اکنون با وجود این‌که تقریباً هیچ منطقهٔ مهمی در اختیار آنان نیست، هنوز از نیروی نظامی برخوردارند.
جریانات بسیاری تا به حال برای وحدت نیروهای اپوزسیون علیه جمهوری اسلامی تلاش کرده‌اند اما این تلاش‌ها جملگی ناموفق بوده است و حداکثر به وحدت طیف کوچکی از نیروها بدل شده است.

### سلطنت‌طلبان‌
در اپوزیسیون ایران، شخصیت‌ها، تشکل‌ها و سازمان‌های متعددی که گهگاه با هم نیز مخالف می‌باشند وجود دارند که خواستار بازگشت ایران به نظام پادشاهی مشروطه و اغلب تحت فرمان رضا پهلوی، آخرین ولیعهد در دوران سلطنتی ایران هستند.
این احزاب، گرچه اکثراً بر سر خواست به پادشاهی رسیدن رضا پهلوی توافق نظر دارند، اما هیچ‌گونه اتحاد عملی ندارند و بیشتر به صورت شخصیت‌های مستقل عمل می‌کنند. رضا پهلوی نیز با تشکیل شورای ملی ایران و ققنوس تلاش کرده خود را بیشتر به عنوان شخصیت سیاسی و مشروطه‌خواه مطرح کند و بیشتر به نافرمانی مدنی و تظاهرات برای براندازی نظام جمهوری اسلامی با هدف ایجاد سکولاریسم سیاسی و دموکراسی در ایران تأکید دارد.
از معروف‌ترین تشکل‌های این طیف می‌توان به حزب مشروطه ایران و شورای ملی ایران، فرشگرد، حزب پان ایرانیست اشاره کرد.

### مجاهدین خلق و شورای ملی مقاومت
سازمان مجاهدین خلق ایران، سازمان‌ها و احزاب ایرانی است که از پیش از انقلاب اسلامی ایران در ایران موجود بوده است.
این سازمان در طول تاریخ جمهوری اسلامی ایران، بسیاری از شخصیت‌های آن را ترور کرده است و با ارتش نظامی خود همراهی عراق در جنگ علیه ایران شرکت داشته وخود نیز تلاش کرده در حمله به ایران فعال باشد. از این رو، هرگونه همکاری با آن مجازات‌های سنگین و معمولاً اعدام را به همراه داشته، اگرچه دولت ایران همواره اعلام کرده آن گروهی که دستشان به خون کسی آلوده نیست را عفو می‌کند و تحت حمایت قرار می‌دهد. تاکنون دها تن از اعضای این حزب به ایران بازگشته‌اند.
این سازمان در زمان حکومت صدام حسین در عراق پایه‌ها و تجهیزات نظامی بسیاری در این کشور داشت و بنا به فیلم‌های مخفی که پس از حمله به عراق توسط آمریکا یافت شد، رهبران آن با صدام حسین مذاکرات مخفیانه‌ای نیز داشته‌اند. قرارگاه اشرف و قرارگاه لیبرتی به عنوان ستادهای این سازمان در عراق بودند و پس از جنگ اعضای این سازمان در آنجا فعالیت‌های خود علیه حکومت را ادامه می‌دادند.
این سازمان به همراه عده‌ای از تشکل‌های مسلح و مخالف نظام و سایر گروه‌های غیر مسلح مارکسیست منجمله سازمان چریک‌های فدایی خلق ایران (جریان پیرو برنامه هویت)، شورای ملی مقاومت را پایه گذاشته است و مریم رجوی را توسط این شورا به عنوان رئیس‌جمهور آلترناتیو آینده ایران انتخاب کرده است.
شاخه نظامی این سازمان، ارتش آزادی‌بخش ملی ایران است.

#### احزاب چپ مارکسیستی
این احزاب طیف‌های متنوعی را شامل می‌شوند که هنوز به ارمان‌های مارکسیسم وفادار بوده و در این راه فعالیت می‌کنند. از جمله این گروه‌ها می‌توان به حزب کمونیست ایران، حزب کمونیست کارگری ایران اشاره کرد.

#### حزب کمونیست کارگری ایران
حزب کمونیست کارگری ایران حزبی شدیداً چپ رو است و مخالفت شدیدی با مذهب و ناسیونالیسم دارد. این حزب که در اوایل دههٔ ۹۰ به صورت انشعابی از حزب کمونیست ایران، توسط منصور حکمت تشکیل شد، با برهم زدن کنفرانس برلین و پخش این ماجرا از صدا و سیمای جمهوری اسلامی ایران به شهرت رسید. رهبر کنونی حزب کمونیست کارگری حمید تقوایی است.

### احزاب جمهوری‌خواه
گروه‌های مخالف جمهوری اسلامی هستند که در پلت‌فرمی جمهوری‌خواهی و سکولار خواهان براندازی و سرنگونی جمهوری اسلامی هستند از این جمله این احزاب می‌توان به حزب چپ ایران، همبستگی جمهوری خواهان ایران، سازمانهای جبهه ملی ایران، ائتلاف جمهوری خواهان اشاره کرد.